# Kasachstan-Pfeifhase
Der Kasachstan-Pfeifhase (Ochotona opaca) ist eine Säugetierart aus der Familie der Pfeifhasen (Ochotonidae) innerhalb der Hasenartigen (Lagomorpha). Ihr Verbreitungsgebiet ist auf das Hochland von Kasachstan im Bereich des Balchaschsee begrenzt.

## Merkmale
Der Kasachstan-Pfeifhase ist ein mittelgroßer Pfeifhase mit einer Körperlänge von 15 bis 20 Zentimetern bei einem Gewicht von 100 bis 175 Gramm. Die Hinterfußlänge beträgt 27 bis 34 Millimeter. Die Rückenfärbung ist ockerfarben grau, die Bauchseite ist sandfarben gelblich bis weißlich. Das Winterfell ist länger und weicher sowie in der Färbung sandfarben bis gelblich grau. Der Bereich über der Nackendrüse ist braun gefärbt. Die Ohren haben eine Länge von 12 bis 23 Millimetern und sind gerundet, sie besitzen eine schmale helle Randung.
Der Schädel ist mittelgroß mit einer Länge von 41 bis 45, einer Breite von 23 bis 24 und einer Höhe von 15 bis 17 Millimetern. Die Augenhöhlen sind sehr groß, das Schneidezahnfenster und das Gaumenfenster sind voneinander getrennt. Die Paukenblasen sind vergleichsweise groß und weit. Verglichen mit dem Schädel des sympatrisch vorkommenden Steppenpfeifhasen (Ochotona pusilla) ist der Schädel des Kasachstan-Pfeifhasen größer und weiter. Vom Mongolischen Pfeifhasen (Ochotona pallasi) ist die Art dagegen kaum zu unterscheiden.

## Verbreitung
Der Kasachstan-Pfeifhase lebt im Hochland von Kasachstan, das Verbreitungsgebiet erstreckt sich über die Gebiete nördlich, östlich und westlich des Balchaschsees.

## Lebensweise
Der Lebensraum des Kasachstan-Pfeifhasen befindet sich in steinigen Halbwüstengebieten und Gebüschregionen in Höhen von 400 bis 1000 Metern. Die Tiere sind während der warmen Jahreszeiten tag- und nachtaktiv, vermeiden jedoch die starke Mittagshitze. Vor allem während der Fortpflanzungszeit und während der Heusammelphasen können die Rufe der Tiere bis in die Nacht gehört werden. Sie graben ihre Baue in den Boden, sie nutzen große und flache Steine als Verstecke und als Beobachtungsposten und zum Aufwärmen. Die Baue werden als temporäre Baue und Verstecke oder als Brutbaue angelegt. Die Brutbaue besitzen zwei bis drei Brutkammern, zahlreiche Blindgänge und zwei bis 12 Ausgänge. Abhängig vom Bodentyp werden sie bis zu 50 Zentimeter in den Boden gegraben und nehmen eine Fläche von 10 bis 15 Quadratmetern ein. Im Winter bauen die Tiere Höhlen unter dem Schnee. Die Reviere der Tiere haben eine Fläche von jeweils etwa 600 bis 1300 Quadratmeter bei den Weibchen und 4200 bis 5200 Quadratmeter bei den Männchen, wobei die der Männchen mit den Gebieten mehrerer Weibchen überlappen. Sowohl Männchen wie auch Weibchen verteidigen die Zentralgebiete von etwa 200 Quadratmetern gegen unerwünschte Eindringlinge. Die Populationsdichten liegen bei 270 bis 4100 Individuen pro Quadratkilometer, wobei es starke saisonale und jährliche Fluktuationen geben kann und die Populationen auf das 10- bis 100-fache anwachsen können. Die besiedelten Gebiete sind aufgrund von ausgetretenen Pfaden und den Kotpillen der Tiere gut erkennbar. In Jahren mit großer Populationsdichte breiten sich die Tiere in benachbarte Regionen aus.
Wie andere Pfeifhasen ernähren sich die Tiere vor allem von grünen Pflanzenteilen, wobei sie vor allem Kräuter und Gräser im Umfeld ihrer Baue suchen. Sie bilden vom Mai bis Juni Ballen aus Pflanzenteilen, die ein Gewicht zwischen 20 Gramm und 20 Kilogramm erreichen können. Die Ballen bestehen aus verschiedenen Pflanzenarten und werden unter flachen Steinen oder im Gebüsch versteckt. Im Winter oder in Trockenzeiten ernähren sich die Tiere von diesen Vorratsballen. Zur Kommunikation nutzen die Tiere ein Spektrum verschiedener Rufe, das Alarmrufe und Fortpflanzungslaute beider Geschlechter einschließt. Die hauptsächliche innerartliche Kommunikation erfolgt ein „Singen“, das mit einer typischen Körperhaltung einhergeht und vor allem in den Warmphasen sehr intensiv wird.
Die Fortpflanzungszeit der Tiere beginnt im April und dauert über zwei bis drei Monate an. Die Weibchen bekommen in dieser Zeit bis zu drei Würfe mit jeweils 2 bis 13 Jungtieren. Die Tragzeit beträgt jeweils 25 bis 26 Tage, die Jungtiere werden nackt und mit geschlossenen Augen geboren. Das Fellwachstum beginnt nach zwei Tagen, die Augen werden nach 9 bis 10 Tagen geöffnet und die Weibchen säugen den Nachwuchs über etwa 18 Tage. Weibchen eines frühen Wurfes können noch im gleichen Jahr ebenfalls werfen, die Männchen verpaaren sich allerdings erst im nächsten Jahr.

## Systematik
Der Kasachstan-Pfeifhase wird als eigenständige Art den Pfeifhasen (Gattung Ochotona) und der Untergattung Pika zugeordnet. Die wissenschaftliche Erstbeschreibung der Art stammt von Anatoliĭ Ivanovich Argyropulo aus dem Jahr 1939, der sie als Ochotona pricei opaca aus der Karkaraly-Region beschrieb und damit dem heute als Unterart des Mongolischen Pfeifhasen eingeordneten O.  pricei zuordnete. Er wurde entsprechend ebenfalls dem Mongolischen Pfeifhasen zugeordnet. 2016 wurde der Kasachstan-Pfeifhase von einer Arbeitsgruppe um Andrei Alexandrowitsch Lissowski aufgrund kraniometrischer und molekularbiologischer Daten der mitochondrialen DNA erneut etabliert und in eine Verwandtschaftsgruppe mit dem Mongolischen Pfeifhasen und dem Silber-Pfeifhasen (Ochotona argentata) gestellt.
Neben der Nominatform werden keine Unterarten unterschieden.

## Gefährdung und Schutz
Die Art wird von der International Union for Conservation of Nature and Natural Resources (IUCN) aufgrund des regelmäßigen und häufigen Vorkommens in ihrem Lebensraum als nicht gefährdet („least concern“) eingeordnet. Es liegen keine Daten zu den Beständen der Art vor, mögliche bestandsgefährdende Risiken sind unbekannt. In Graslandflächen werden sie als Schädlinge mit Gift bekämpft.

## Belege
1. 1 2 3 4 5 6 7 8 9 10 11 12  A.A. Lissovsky: Kazakh Pika – Ochotona opaca. In: Don E. Wilson, T.E. Lacher, Jr., Russell A. Mittermeier (Herausgeber): Handbook of the Mammals of the World: Lagomorphs and Rodents 1. (HMW, Band 6), Lynx Edicions, Barcelona 2016; S. 55. ISBN 978-84-941892-3-4.
2. 1 2  Ochotona mantchurica in der Roten Liste gefährdeter Arten der IUCN 2017-3. Eingestellt von: Andrew T. Smith, A. Lissovsky, 2016. Abgerufen am 8. April 2018.
3. ↑  Andrey A. Lissovsky, Svetlana P. Yatsentyuk, Deyan Ge: Phylogeny and taxonomic reassessment of pikas Ochotona pallasii and O. argentata (Mammalia, Lagomorpha). Zoologica Scripta 45 (6), November 2016; S. 583–594. doi:10.1111/zsc.12180